# عجز (تشريح)
العَجُز (باللاتينية: os sacrum) عظم كبير مثلث الشكل يقع في قاعدة العمود الفقري في الجزء الخلفي العلوي من الحوض ومتموضع بشكل يشبه الإسفين بين العظمين الوركيين ويرتبط في الأسفل مع العصعص وفي الأعلى مع الفقرة القطنية الخامسة.

## البنيان
يتكون من خمسة فقرات عجزية ملتحمة مكونة عظماً على شكل اسفين مثلث قاعدته إلى الأعلى ويكون عظم العجز الجدار العظمي الخلفي للحوض.

### قاعدة العظم
هي السطح العلوي للفقرة العجزية الأولى لها صفات الفقرات الأخرى الا ان حجمها كبير وحافتها الامامية بارزة على شكل اعتلاء يسمى بارزة العجز أو طنف العجز (بالإنجليزية: Sacral promontory)‏ والفتحة الفقرية مثلثة الشكل، ويحمل السطح الجانبي جزءاً مفصلياً واسعاً على شكل الرقم (6) للتمفصل مع عظم الحرقفة مكوناً المفصل العجزي الحرقفي الذي ينتقل عن طريقة ثقل الجسم إلى الطرف السفلي. اما القمة فهي السطح السفلي للفقرة العجزية الخامسة وتتربط مع فقرات العصعص.

### الطنف
طنف العجز (بالإنجليزية: sacral promontory)‏ هو جزء من حدود مدخل الحوض (باللاتينية: Pelvic inlet) ، يتألف من الخط الحرقفي العاني (بالإنجليزية: Iliopectineal line)‏ والخط الانتهائي للحوض (بالإنجليزية: Linea terminalis)‏. يتمفصل طنف العجز مع الفقرة القطنية الأخيرة لتشكيل الزاوية العجزية الفقارية (باللاتينية: Sacrovertebral angle) التي هي زاوية 30° درجة مقاسة من المستوى الأفقي، وهي علامة مفيدة لإجراء غرسة معلاق (وشاح) (بالإنجليزية: Sling implant)‏ التي تهدف إلى توفير دعم إضافي للأنسجة.

### الأسطح
للعظم سطحان سطح أمامي وسطح خلفي
- السطح الأمامي يسمى بالسطح الحوضي ذو تقعر نحو الأسفل وللأمام به على الجانبين أربعة فتحات تسمى بالفتحات العجزية الأمامية تمثل الفتحات بين الفقرات تخرج منها الفروع الأمامية للأعصاب الشوكية ويلاحظ على هذا السطح مناطق التحام الفقرات.
- السطح الخلفي يسمى بالسطح الظهري ذو تحدب نحو الخلف وإلى الأعلى يلاحز فيه على كل جانب أربعة فتحات تسمى الفتحات العجزية الخلفية تمثل هذه الفتحات بين الفقرية ويخرج من هذه الفتحات الشعب الخلفية للأعصاب الشوكية وعند الخط الوسطي يلاحظ أربع نتوءات شوكية تقع اسفلها فجوة على شكل الرقم (8) تسمى بالفجوة العجزية وتكونت هذه الفجوة بسبب عجز صفيحات الفقرة العجزية الخامسة من التحام فانعدم النتوء الشوكي كذلك.

يتصل بالحافات الأمامية لأجسام الفقرات رباط طويل وعلى جانبيه تقع عضلات الرقبة. كما يتصل بالحافات الخلفية لأجسام الفقرات رباط آخر طويل. ويربط الصفيحات رباط يسمى بالرباط الأصفر (باللاتينية: Flavum Ligamentum) ويربط النتوءات الشوكية رباط رقبي يسمى الرباط المنخعي (باللاتينية: Ligamentum Nuchae). ان هذه الرباطات القوية مع العضلات تربط وتسند العمود الفقري.

### التمفصل
يتمفصل سطحاه الجانبيين مع السطح الداخلي لعظم الحرقفة مكوناً المفصل العجزي الحرقفي.

## صور

العجز مبين باللون الأحمر.
العجز مبين باللون الأحمر.
العجز مبين باللون الأحمر.
العجز مبين باللون الأحمر.
العجز مبين باللون الأحمر.
العجز مبين باللون الأحمر.
العمود الفقري.
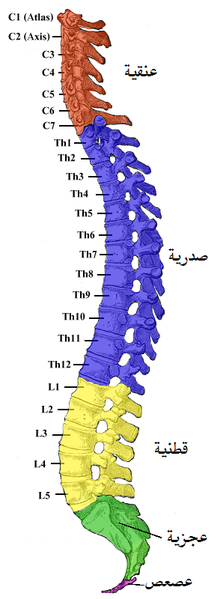
العمود الفقري.
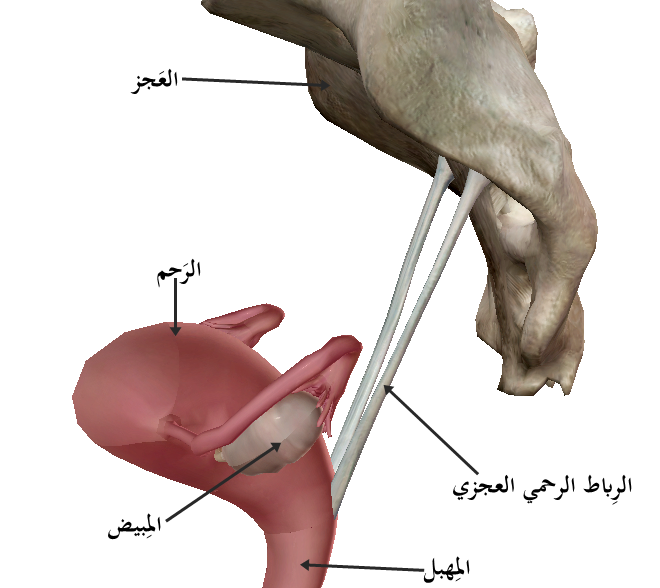
صورة تظهر الرِباط الرحمي العجزي.
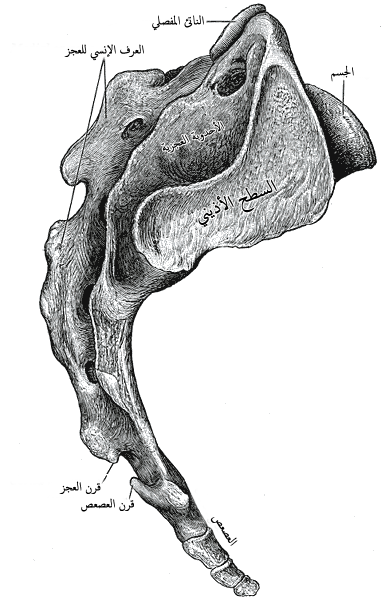
السطوح الجانبية للعجز والعصعص.
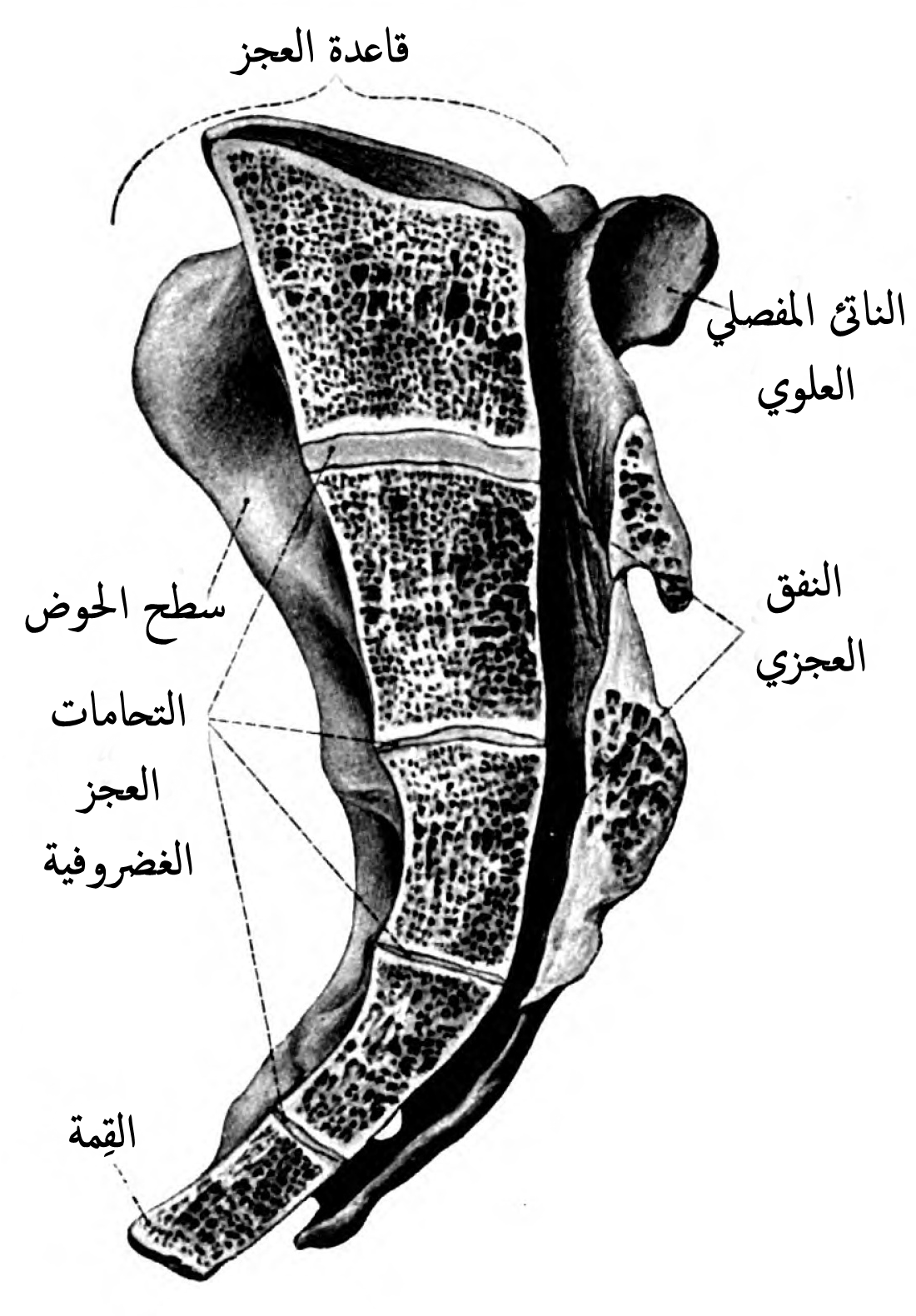
مقطع جانبي للعجز.
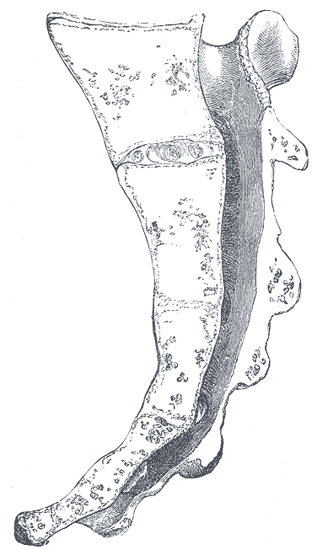
مقطع سهمي متوسط للعجز.
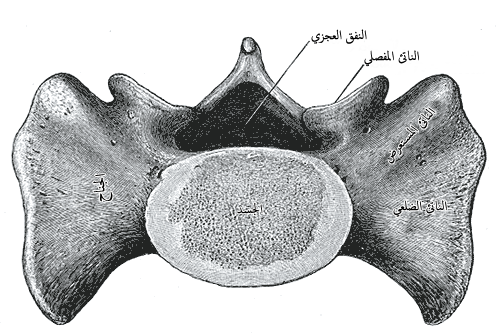
قاعدة العجز.
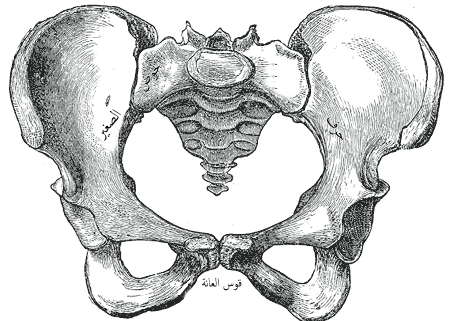
صورة لحوض أنثى من الأمام ، و يظهر العجز في الوسط.
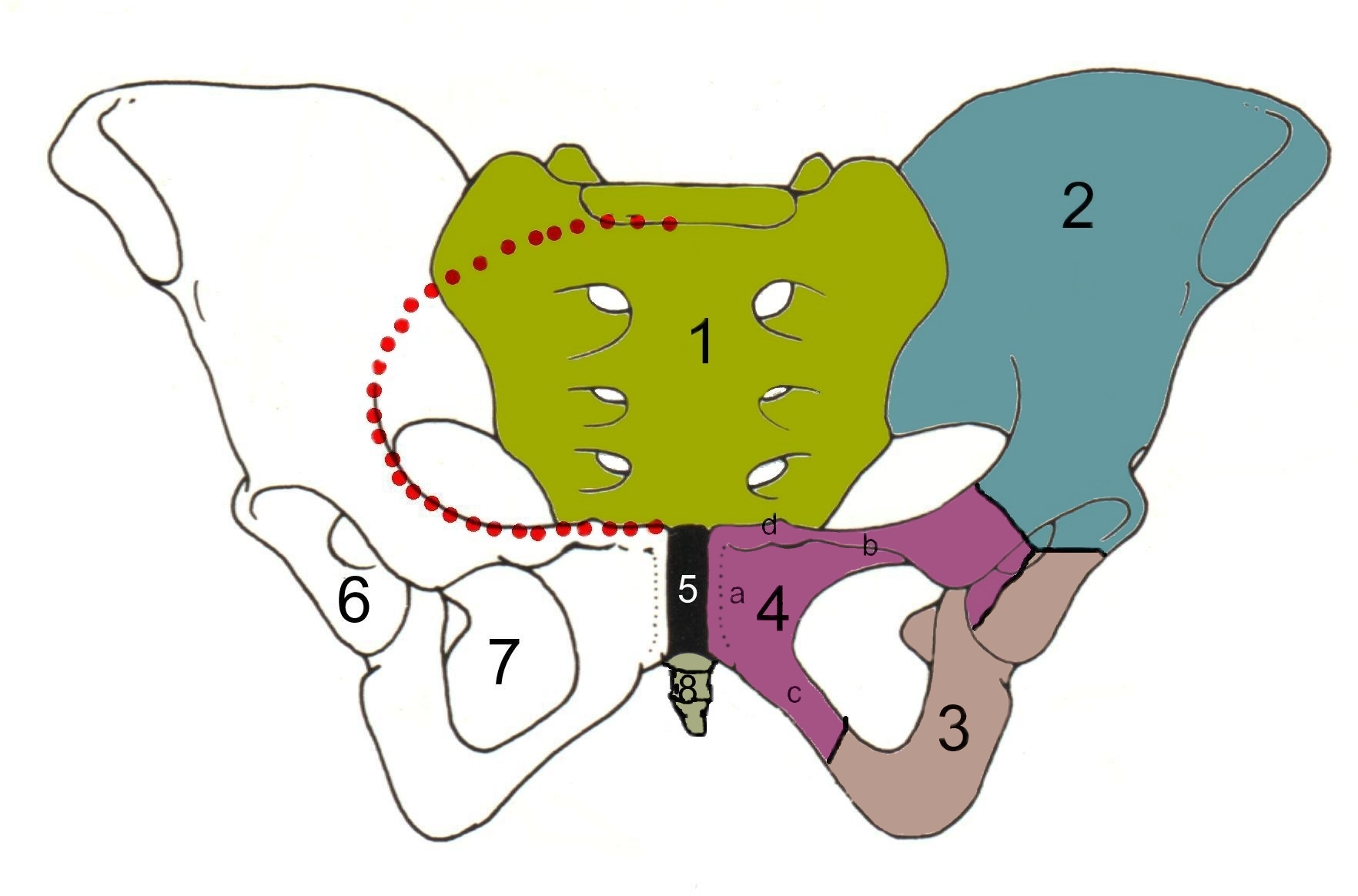
الحوض.
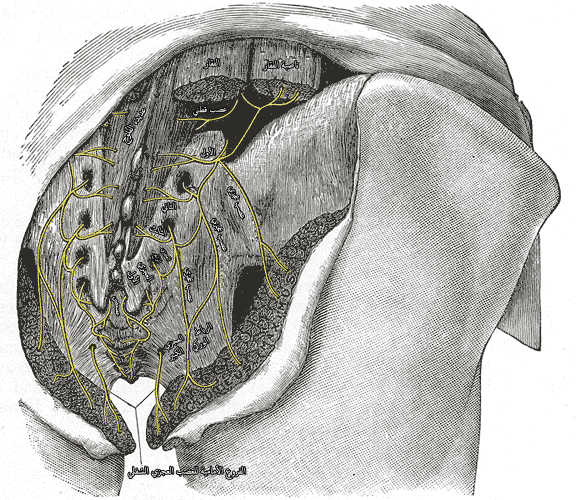
الأعصاب العجزية من الجهة الخلفية.
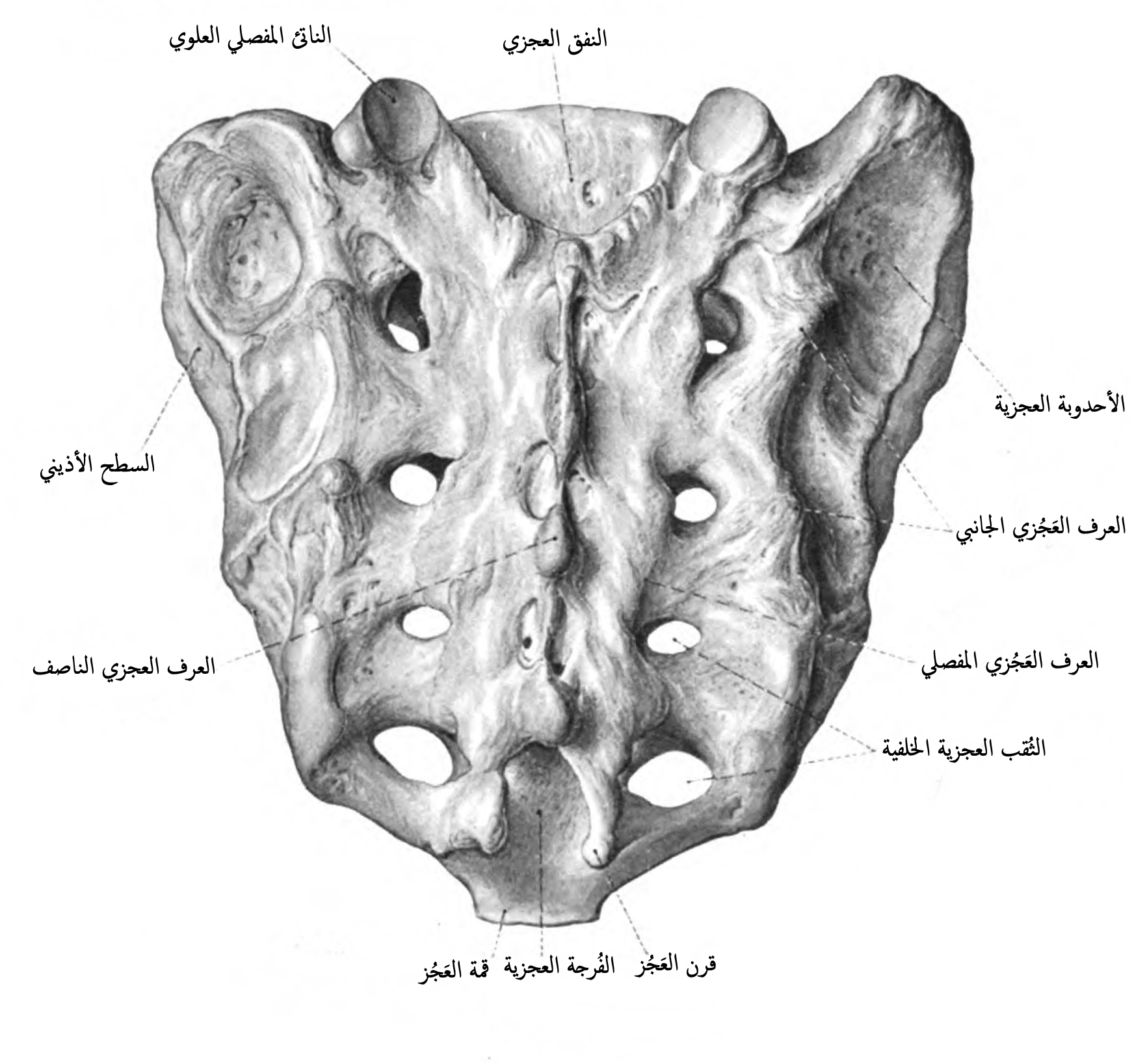
صورة من الخلف للعجز.
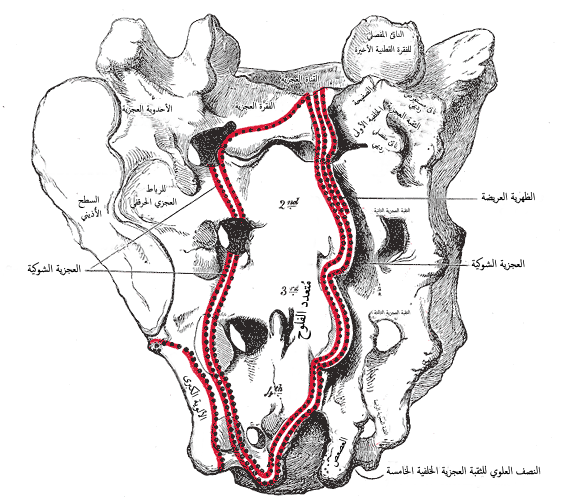
العجز، السطح الظهري.
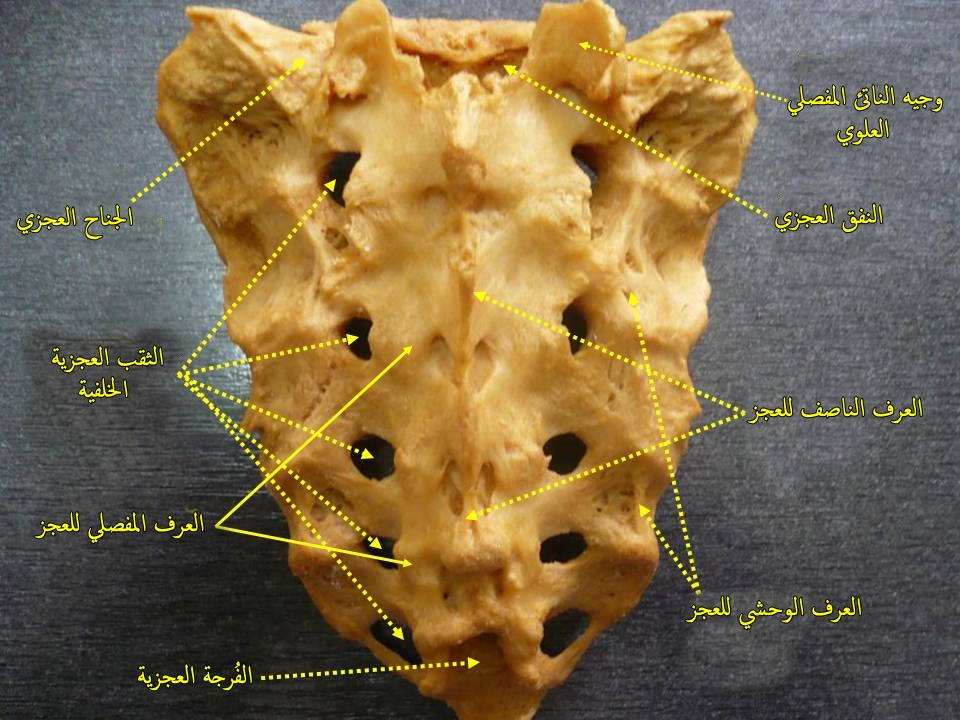
العجز (السطح الظهري).
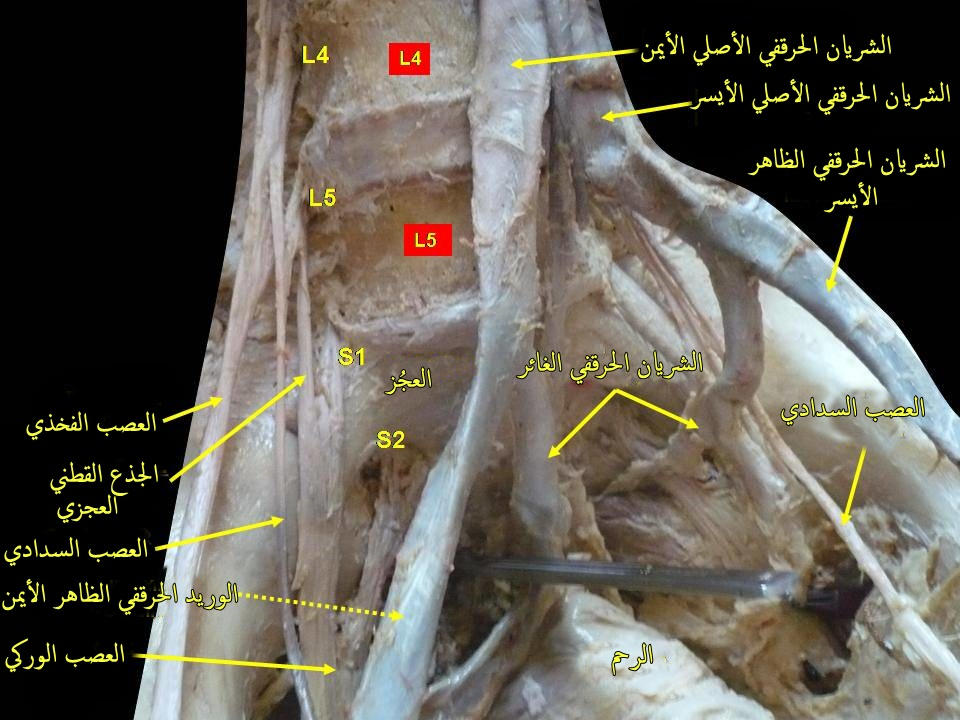
أسفل الظهر والضفيرة العجزية. تشريح عميق. عرض أمامي.
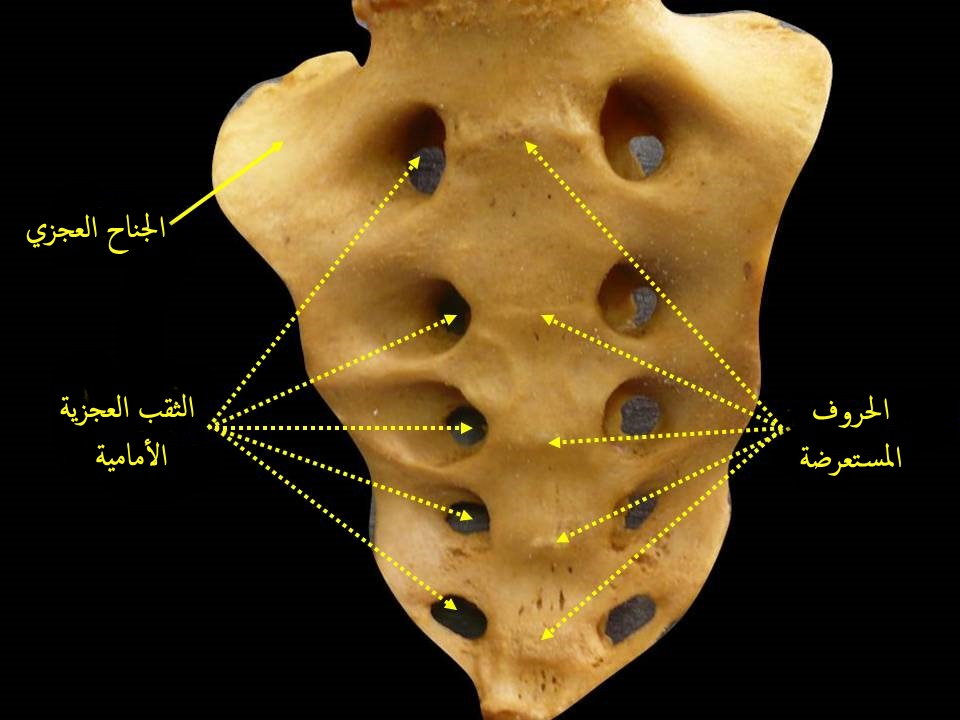
العجز (السطح الأمامي من جهة الحوض).